# Roseodendron donnell-smithii
Roseodendron donnell-smithii är en katalpaväxtart som först beskrevs av Joseph Nelson Rose, och fick sitt nu gällande namn av Faustino Miranda. Roseodendron donnell-smithii ingår i släktet Roseodendron och familjen katalpaväxter. Inga underarter finns listade i Catalogue of Life.

## Bildgalleri

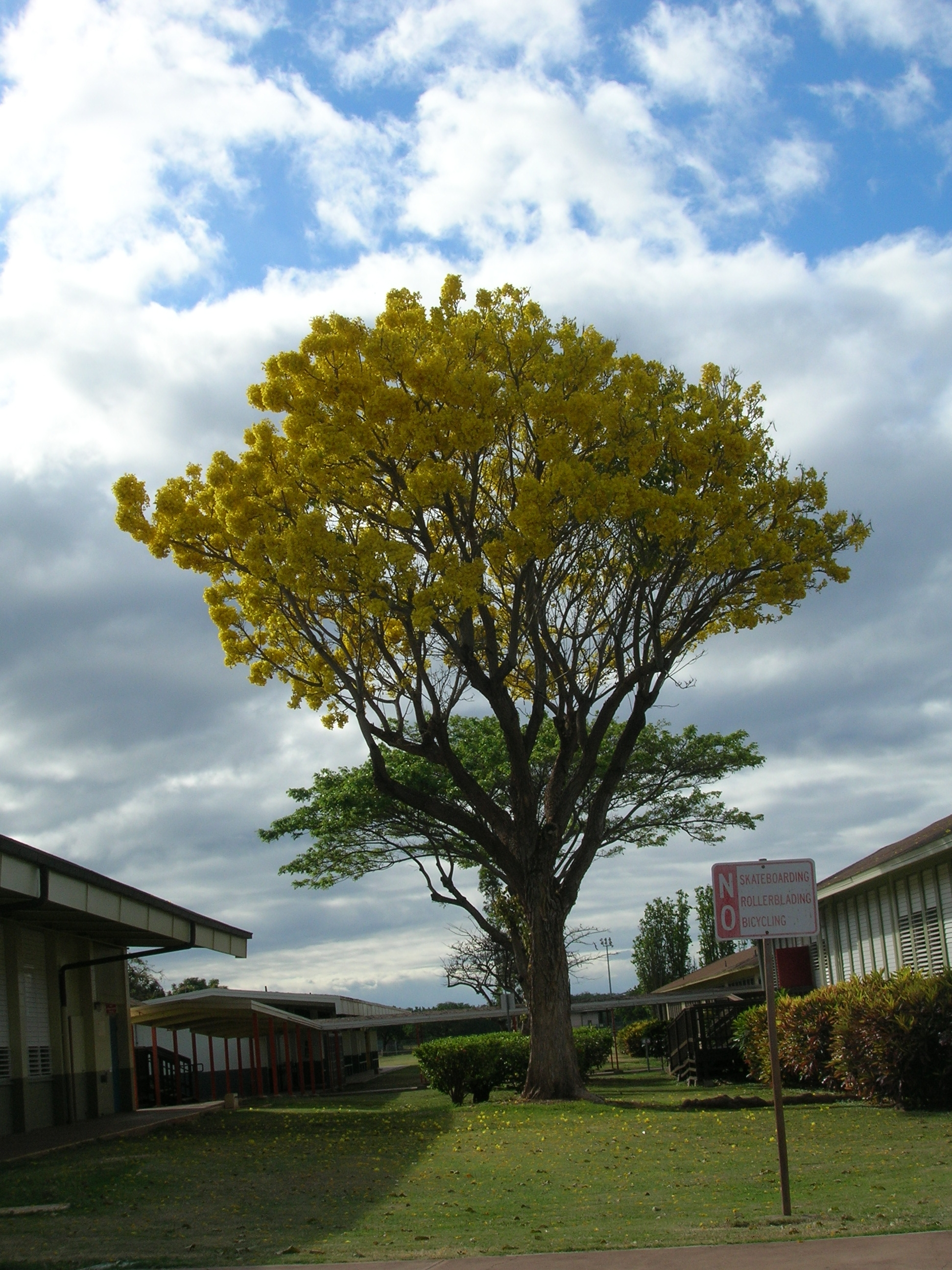
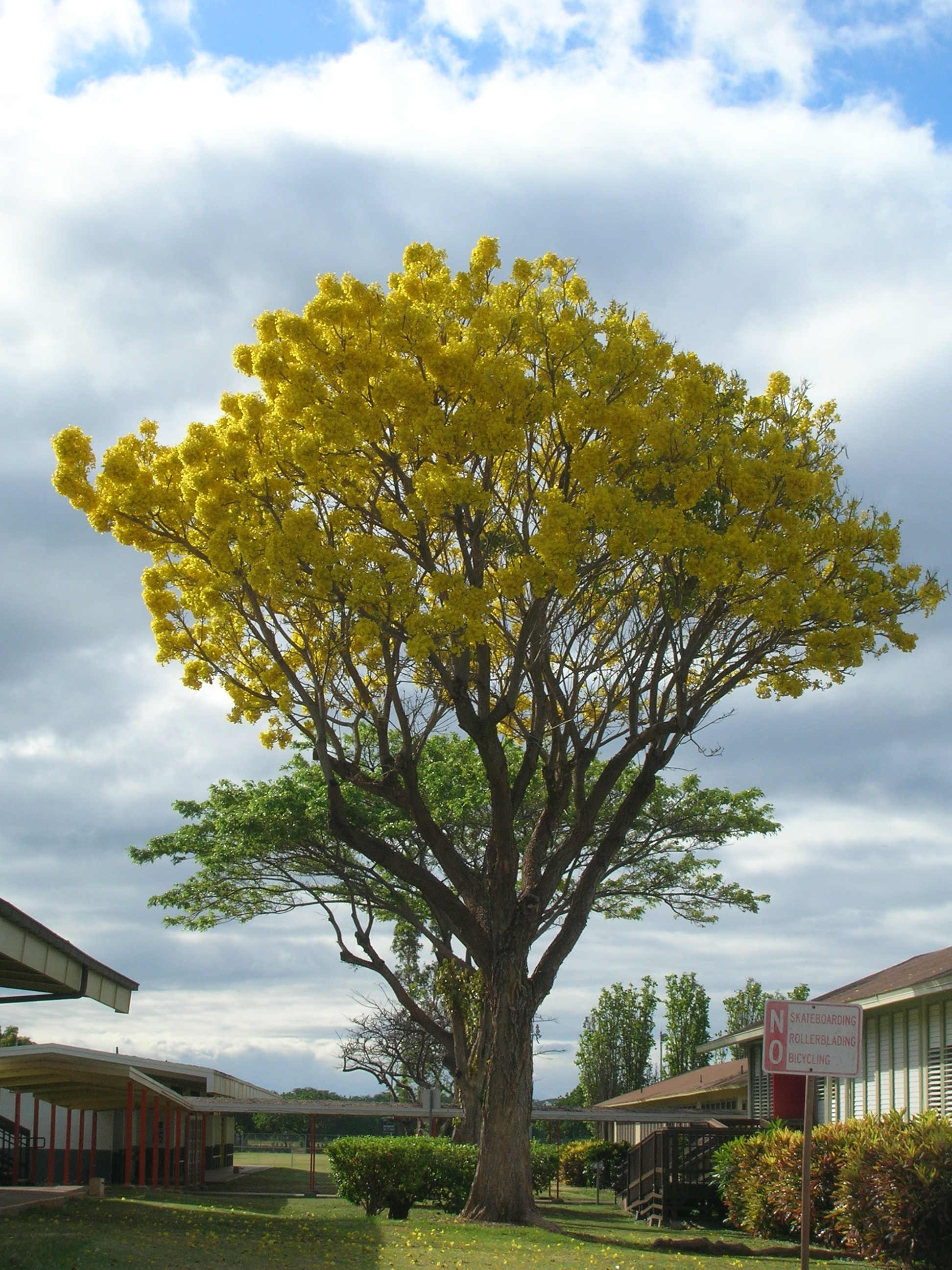
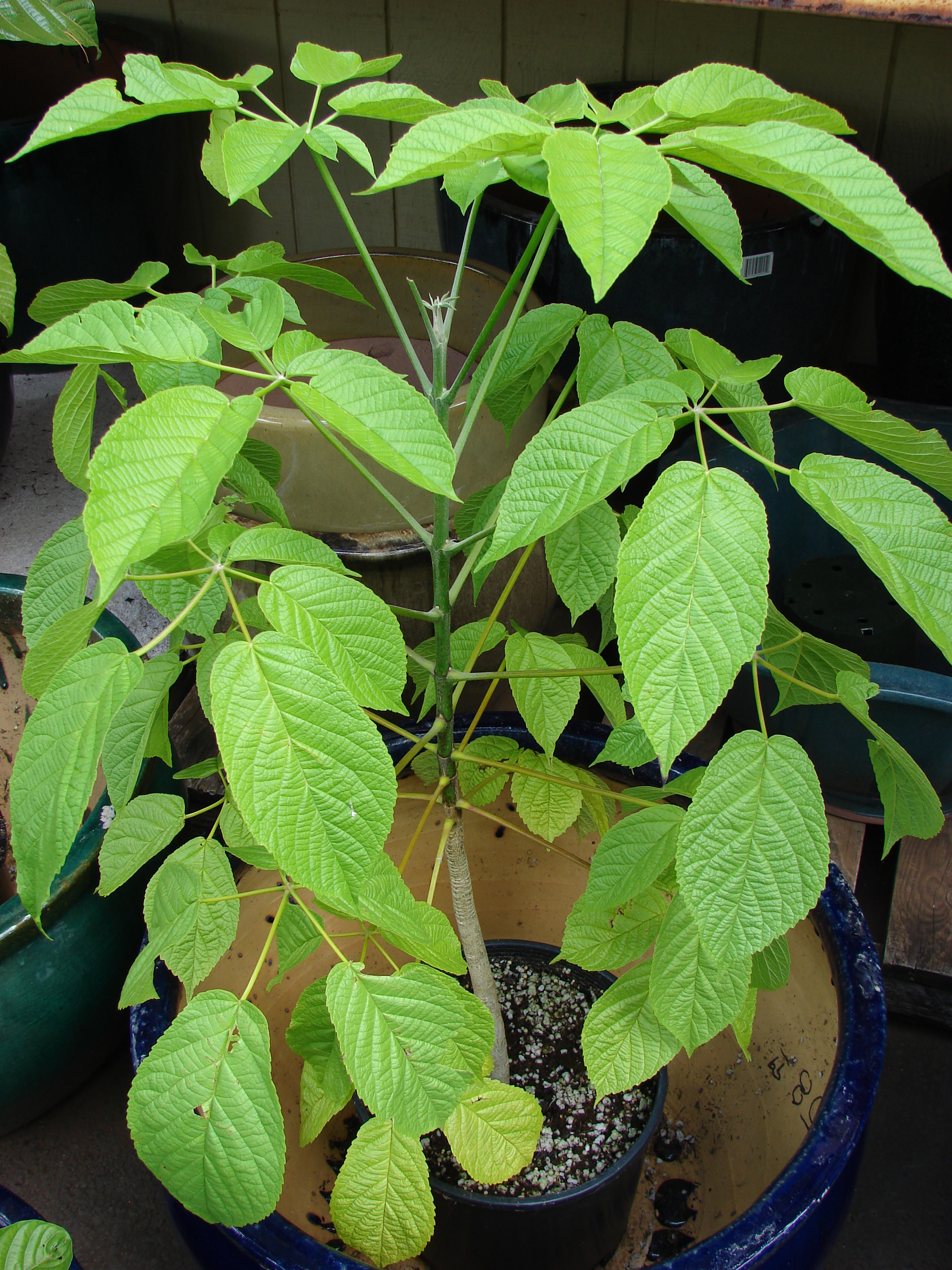
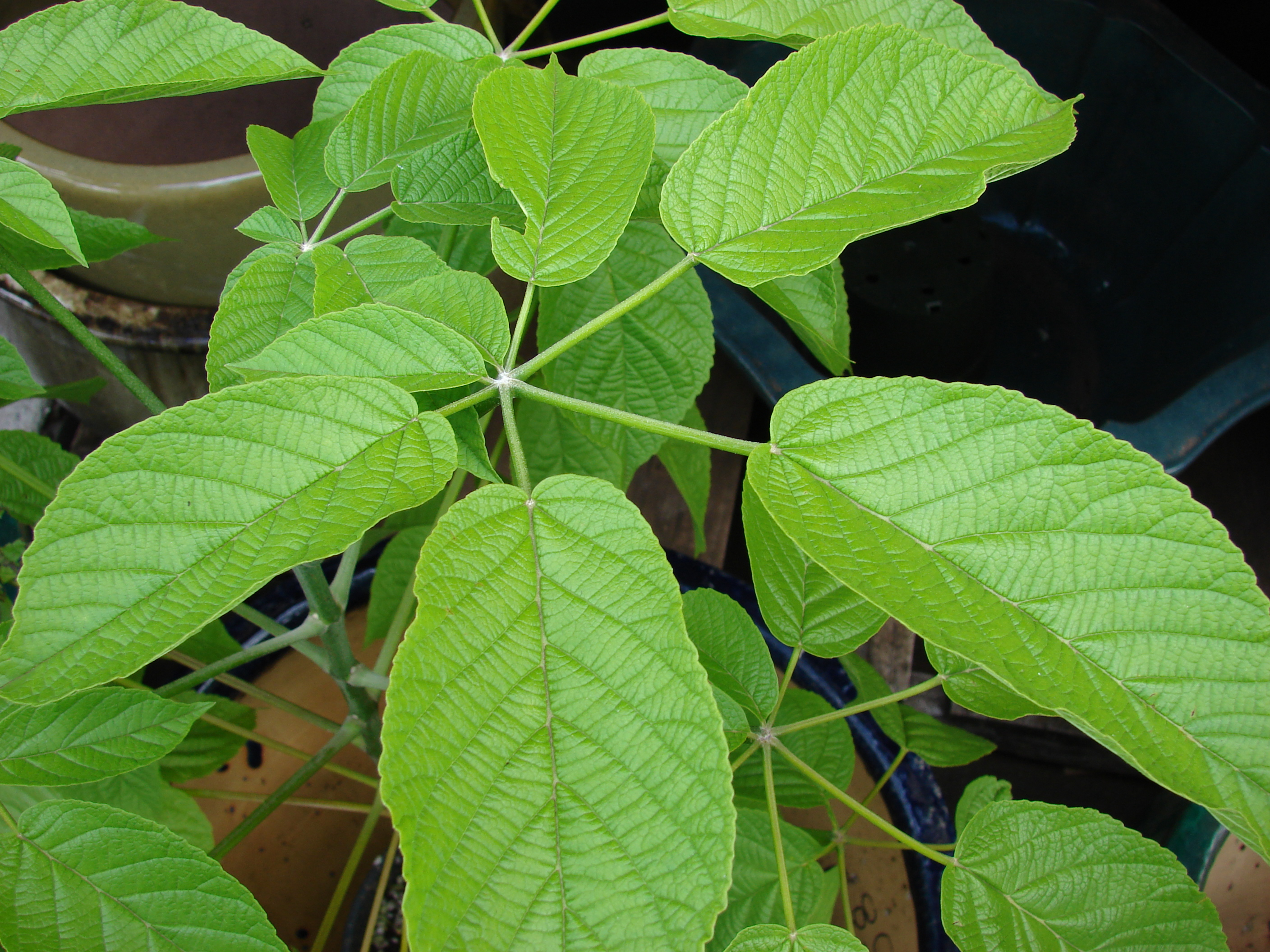
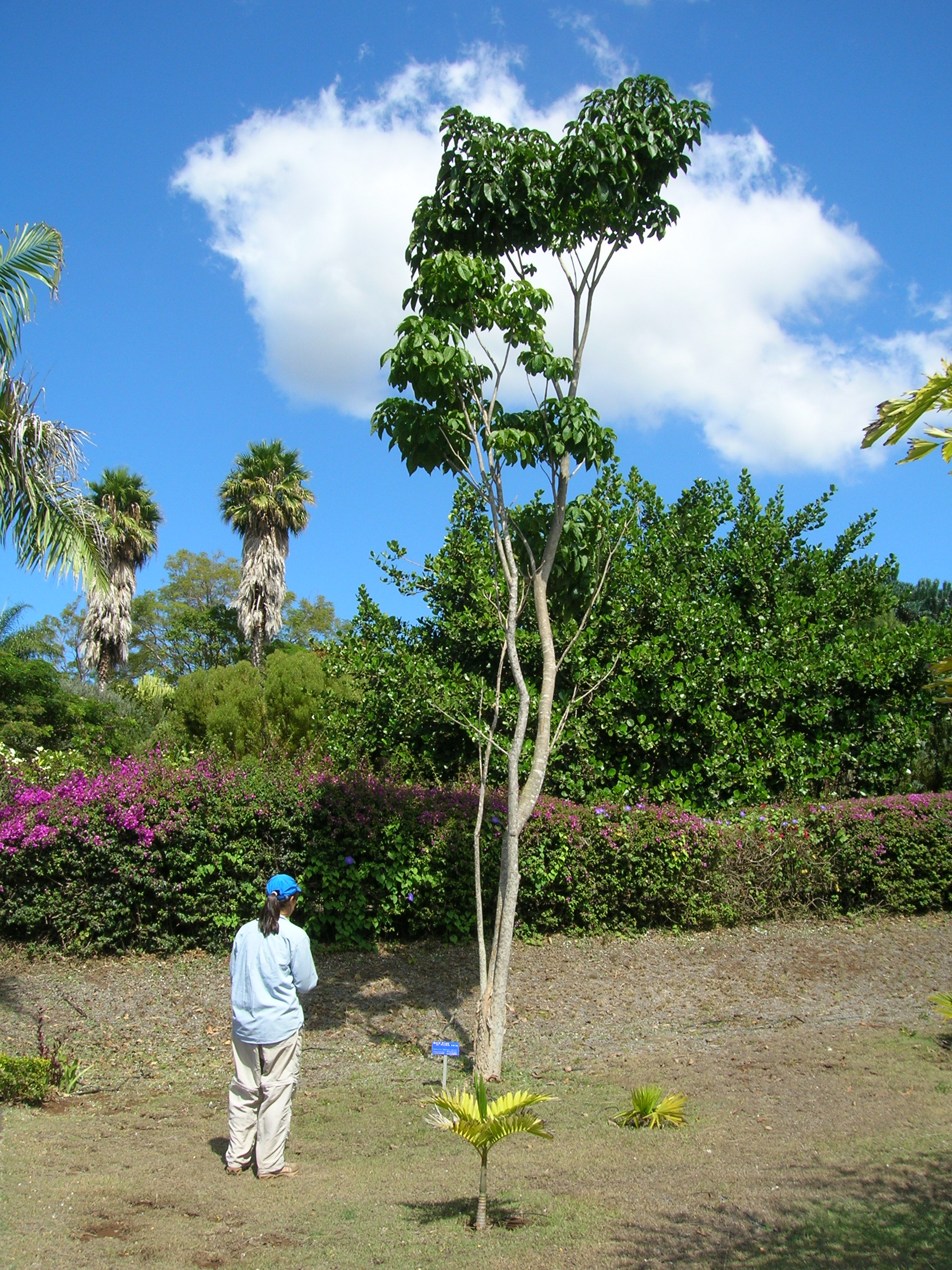
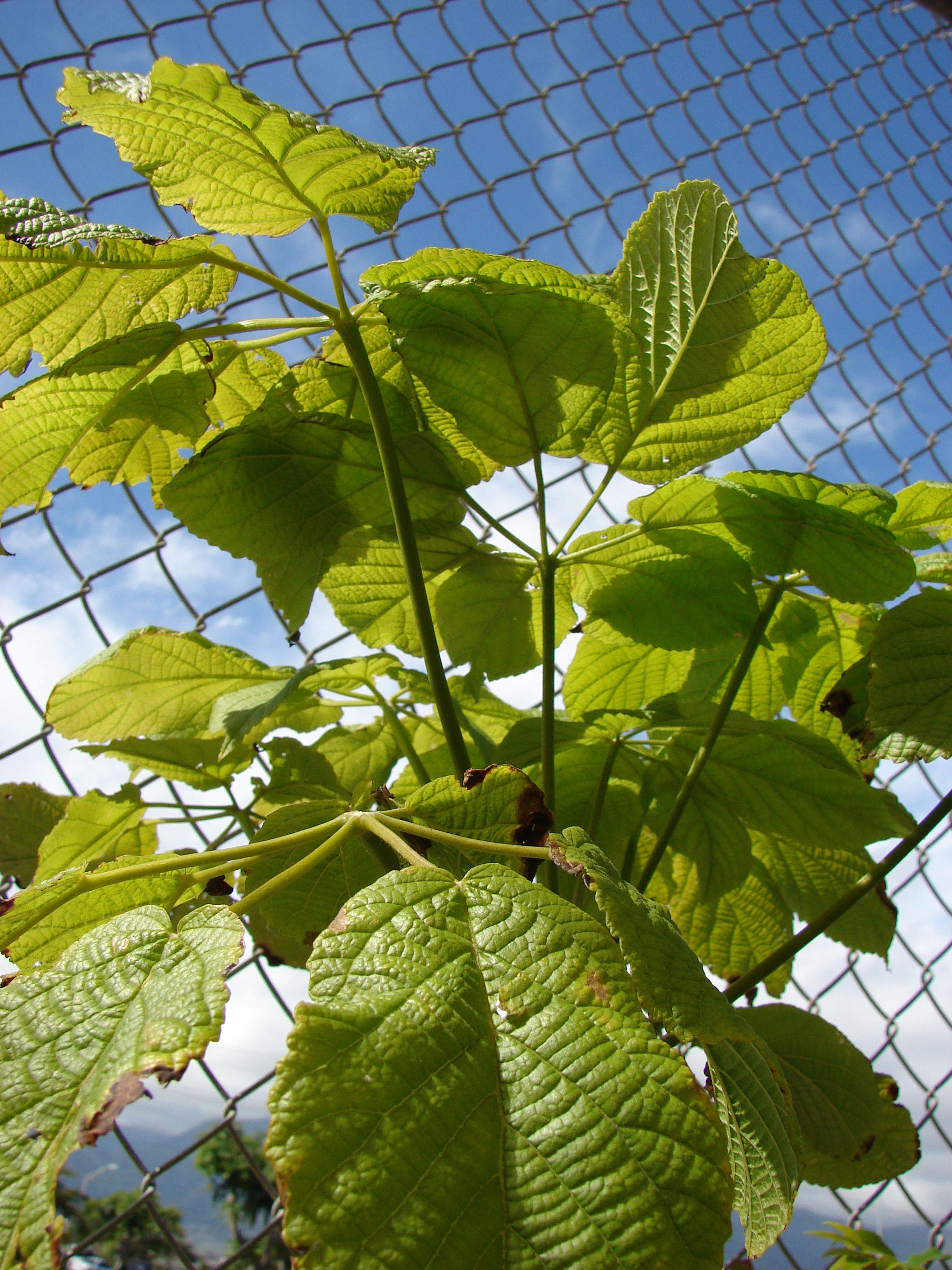